# 扛腿式体位
扛腿式體位是描述妇人通常背部躺臥，並可将双腿弯曲或抬起双脚的行房位姿。日语稱為或，德语称之“维也纳蚝（Wiener Auster）”，通常英語仍列為正常体位（missionary position）之變化型。

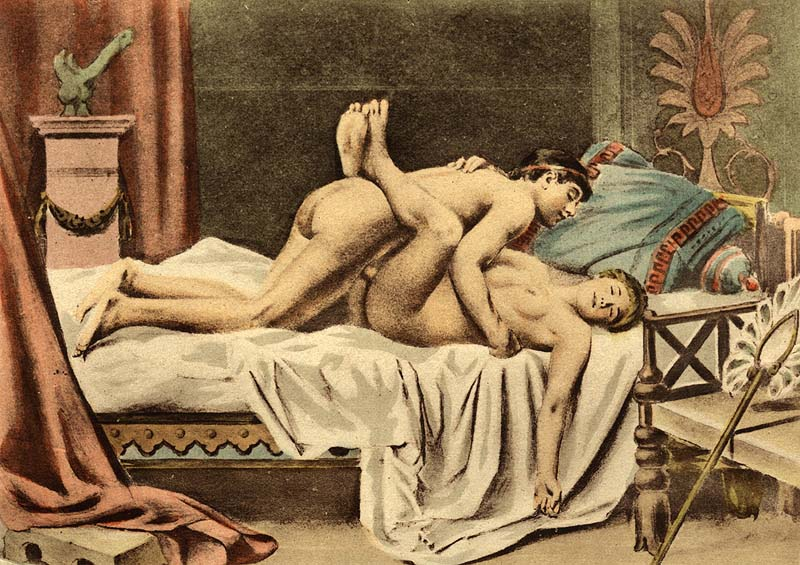
腿部提高以利交合深入

## 概述

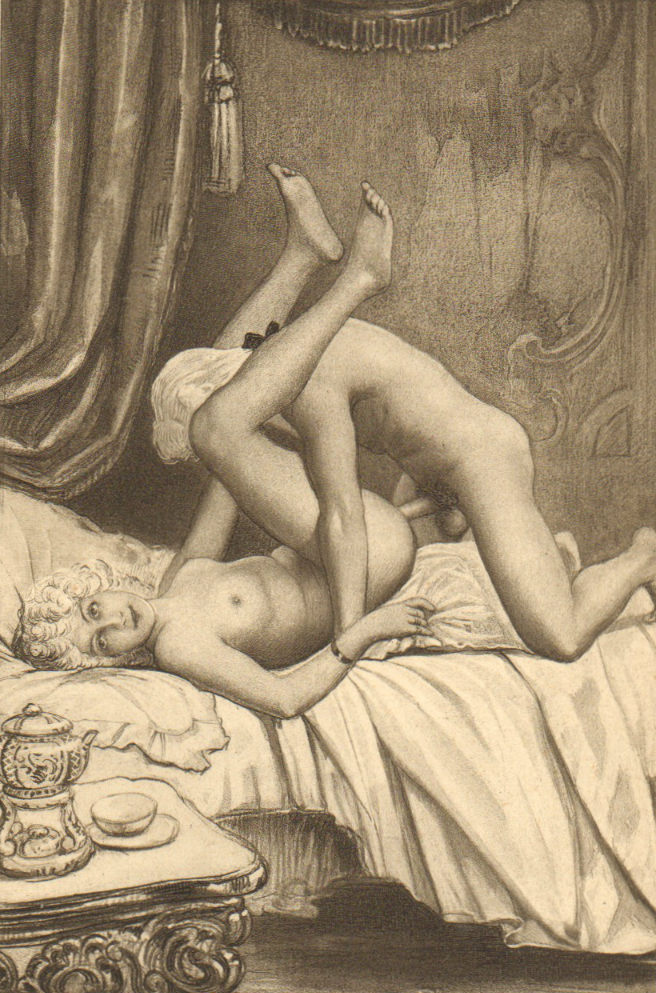
使用枕头垫高臀部的位姿

一般以女性採正臥姿態的正常體位進行性愛時，若女方兩腿彎曲且擡起，男方肩膀或前臂可扶抱女方大腿。
有醫師建議想生男孩的夫妇，性交時採用較深入的姿勢，並让妇人先達到性高潮、再在陰道深處射精：
- 高腰位：妇人平躺，在腰部下方墊枕頭以提高臀部，雙腳打開。
- 屈曲位：妇人平躺、抬起雙腳至丈夫肩膀位置並屈膝，丈夫以跪姿深入。

各式角度
有研究指出，只須在女性姿勢調整兩腳開闔的角度，能影響陰道交合時的微妙緊縮感，甚至能改善多數要求陰道口手術的臨床案例。
各式名称
另有文籍記載若干名称：
「五、蠶纏綿：
女仰臥，兩手向上抱男頸，以兩腳交於男背上，男以兩手抱女項，跪女股間……」
「六、龍宛轉：
女仰臥，曲兩腳，男跪女股內，以兩手推女兩腳向前，令過於乳。……」
「十三、偃蓋松：
令女交腳向上，男以兩手抱女腰，女兩手抱男頸……」
「十七、海鷗翔：
男臨床邊，擎女腳以令舉……」
「十八、野馬躍：
令女仰臥，男擎女兩腳，登左右肩上，深納玉莖……」
「二十、馬搖蹄：
令女仰臥，男擎女一腳置於肩上，一腳自攀之，深納玉莖……」
「二十五、丹穴鳳游：
令女仰臥，以兩手自舉其腳，男跪女後，以兩手據床……」
「二十六、玄溟鵬翥：
令女仰臥，男取女兩腳置左右膊上，以手向下抱女腰……」

## 傳統文獻
傳統漢字古籍記載有若干描述妇人正臥欢愉的位姿變換。

### 鳳翔
妇人自舉其腳、动作行数的“鳳翔”式
「第六曰鳳翔：
令女正臥，自舉其腳，男跪其股間，兩手據席，
深內玉莖，刺其昆石，堅熱內牽，令女動作，行三八之數，
尻急相薄，女陰開舒，自吐精液，女快乃止，百病消滅。」
研究認為，此式“自舉其腳”妇人可抱著雙膝較方便媾合，抱大腿让阴茎進入阴道，抱腳踝則利腰臀搖擺。若妇女體態愈輕盈，男方則愈不費力。

### 龜騰
「第五曰龜騰：
令女正臥，屈其兩膝，男乃推之，其至自乳，
深置玉莖，刺嬰女，深淺以度，令中其實，
女則感悅，軀自搖舉，精液流溢，乃深極內，女快乃止，行之勿失，精力百倍。」
由正常體位变换而来的此一位姿可能讓女性高度快感。由於大腿肌的拉撐使某種程度对阴蒂的刺激，臀部一部分的移动有助男方触贴至适当的部位；另一方面，男方只需壓制妇人腿部，与其身體紧贴，能行使较为深入的交合推移。

### 猿搏
在特徵上，“猿搏”式的“擔其股，膝還過胸”是相当深入的体位之一。
「九法……第三曰猿搏：
令女偃臥，男擔其股，膝還過胸，尻背俱舉，
乃內玉莖，刺其俞鼠，女還搖動，精液如流，
男深案之，極壯且怒，女快乃止，百病自愈。」
研究認為，此式著重男方的協調性，以及雙方腰脊柔韌度的鍛鍊——反覆縮腹與張挺腰脊，适度动作促進全身氣血循環，強健頸項、腰膝與四肢。男方可能較為吃力（要用手臂支撐妇人體重，又負擔妇人雙腿），不適合頸椎及腰椎功能不良、或身材太過肥胖的夫妇。若妇人身材較纖細者较易行使。
另外，研究认为陰部位置較低的妇人可藉此將陰部抬高突出，以利交合深入（能避免较短小的阴茎滑出阴道）使阴茎更容易從陰道口深入陰道穹（“俞鼠”一說是在阴道约六寸處）。

### 衍生之对治
有一些論述是針對常見性事過程不當的後遺症，在一般饮食或药物治療之外作相關對治的探討，例如需要搭配何种体位、姿势上又应如何变换调整。

#### 絕氣
在性爱过程中，若伴侶一方好表現或索要過度、另一方意願不足卻勉強做爱的状况，可能影響人体神经系统、排汗、呼吸感觉不对劲，而滿身大汗、氣乏無力、心煩氣躁、頭昏眼花。
「一損謂絕氣。絕氣者，心意不欲而強用之，則汗泄氣少，令心熱目冥冥。治之法：
令女正臥，男擔其兩股，深案之，令女自搖，女精出止，男勿得快。日九行，十日愈。」
此式（擔其兩股）姿勢虽與“猿搏”（擔其股）相近；但其中差異在“猿搏”描述男方主動，“絕氣”則是妇人主動（令女自搖）。另外，研究認為若妇人能多次性高潮，會活化與激奮直腸，對便秘、痔瘡也能有改善效果。

#### 溢精
若在興奮衝動的狀態下做爱（心意貪愛），或因很想做性事、卻在調情不夠或身心準備不夠充分——女性還很乾澀、男性勃起度還不夠——就勉強媾合，造成早洩（溢精，早發性射精）。
或酒醉飯飽後，腹脹胸悶的狀況下做性行为，也容易心跳加速、喘息不止、呼吸凌乱不顺畅，久之容易傷肺，甚至口乾、身體煩熱，易飢餓感、想多喝、又多尿（类似糖尿病初期的現象），喜怒無常、悲喜鬱悶等情緒不穩，軟腿、難以久站。
「二損謂溢精。溢精者，心意貪愛，陰陽未和而用之，精中道溢。
又醉飽而交接，喘息氣亂則傷肺，令人咳逆上氣，消渴、喜怒，或悲慘慘，口乾身熱而難久立。治之法：
令女正臥，屈其兩膝夾男，男淺刺，內玉莖寸半，令女自搖，女精出止。男勿得快。日九行，十日愈。」
在解剖學上，雌性大陰唇相當於雄性的阴囊，此式可使此兩者彼此接觸親近。此式同樣需要妇人左右擺動（令女自搖），著重淺入淺出，以阴道前三分之一為重點（男淺刺）。男方必須動心忍性不洩精，接受妇女動作上的刺激（男勿得快）。
研究認為，此療法重點在第三胸椎的肺俞，與第四腰椎的大腸俞相互影響。雖然是由妇人搖動身體，但妇女膝蓋夾住男方腰側，其作用力可刺激男方第四腰椎的大腸俞穴，一段期間後可改善上述症狀。此外，在性事过程中，當男性下體被女性動作控制時，男方亦容易著眼於妇人上半身，其中胸部兩乳之間的膻中穴，與腋下的淵腋穴與大包穴（脾之大络，出淵腋下三寸），分別屬於任脉、膽經脈与脾經脈，也是有效挑逗（可吻、吮、吸、咬）的重點部位。

#### 奪脈
若身體尚未準備好就莽撞做爱，阴茎不見堅挺，或半推半就進入阴道後仍勃起不足，卻又勉強洩精；或才剛吃飽就馬上行房，既容易傷害脾胃、消化不良，又易造成中途洩精，精氣枯竭，甚至男性勃起功能障碍、女性性喚起障礙。
「三損謂奪脈。奪脈者，陰不堅而強用之，中道強寫，精氣竭。
及飽食訖，交接傷脾，令人食不化，陰痿無精。治之法：
令女人正臥，以腳勾男尻，男則據席內之，
令女自搖，女精出止，男勿快，日九行，十日愈。」
研究認為，若妇人腹腰較冷（即氣血循環不良），配合行使或有暖腹的功用，效果則因人而異，或能改善懷孕困難及習慣性流產，對增加受孕機會有所幫助。

## 外部連結
- （日語）膣イキしやすい体位・屈曲位について - やり方と膣イキ（中イキ）しやすい理由の解説 （页面存档备份，存于）